# Instituto Universal Brasileiro
O Instituto Universal Brasileiro foi fundado em 1941 e foi a segunda escola a distância, por correspondência, a ser fundada no Brasil. Com o tempo, veio a se tornar a maior escola do gênero no país durante os anos 60 até 80.
Até o final dos anos 70 e começo dos anos 80 a gráfica funcionava na cidade de São Paulo. Com o falecimento do proprietário, os herdeiros decidiram não continuar o negócio
Houve a proposta de compra de um de seus concorrentes; as Escolas Associadas, também uma escola por correspondência cujos impressos eram bem mais simples.
Nesse interim, a gráfica foi estabelecida no grande ABC, devido à isenção de impostos da época estabelecida com a prefeitura. Aos poucos as Escolas Associadas foram extintas para prevalecer-se com a marca Instituto Universal.
No começo dos anos 90 houve uma greve dos funcionários com a participação do pessoal do sindicato dos gráficos e ficaram com medo, pois nunca tinham vivenciado isso devido que a empresa anterior ser muito pequena.
Houve também uma procura por alguma outra cidade que pudesse também conceder a isenção de imposto e que ficasse longe da manifestação do sindicato. Conseguiram encontrar a cidade e logo solicitaram empréstimo ao banco para constituir onde seria sua nova gráfica.
Tiveram a sorte pois teve a mudança da moeda no Brasil que veio a ser o Real e com isso teve uma grande demanda na venda dos cursos por correspondência, mas a qualidade continuava a mesma. Com o decorrer do tempo tiveram algumas crises e chegou a ficar um mês sem pagar os salários dos funcionários e uns seis meses sem depositar no fundo de garantia.
Alguns funcionários foram conversar com o pessoal do sindicato e tiveram que intervir mas fizeram um acordo que eles iriam depositar aos poucos que até pusessem sanar as dividas. Mas após o ano de 2004 começou ficar frequente, eles mandaram gente embora e contratando pessoal que nunca tivessem nenhuma experiência pois poderia pagar o salário mínimo ou o piso salarial.
Ele faz parte da primeira geração da educação a distância, o ensino por correspondência, caracterizado pelo material impresso e distribuído por meio de empresas de correio, modalidade na qual foi destaque no Brasil. Chegou a ter 10 unidades espalhadas na cidade de São Paulo, mas atualmente permanecem funcionando apenas 2.
O Instituto possui cursos profissionalizantes livres de suplência e cursos oficiais supletivos de ensino fundamental e médio (antigos 1º e 2º graus)..
Na década de 80 chegou a ter cerca de 200 mil alunos matriculados.